# Diana Pop
Diana Adela Pop (Arad, 9 febbraio 1971) è un'ex cestista rumena.

## Carriera
Con la Romania ha disputato due edizioni dei Campionati europei (1995, 2001).